# Panton
Panton bylo specializované hudební vydavatelství Českého hudebního fondu (a zároveň i značka, tzv. label), jehož prvořadou činností bylo vydávání hudebnin (zejména notových partitur) soudobým moderním hudebním skladatelům, o což nemělo hlavní státní vydavatelství Supraphon v 60. letech vážný zájem. Panton se, mimo jiné, zaměřil na propagaci díla českého skladatele Bohuslava Martinů a dalších soudobých českých autorů vážné hudby (např. Petra Ebena, Jaroslava Ježka, Marka Kopelenta, Miloslava Kabeláče, Ilji Hurníka, Václava Trojana, Zdeňka Lukáše, Jiřího Srnky, Aloise Háby a mnohých dalších). Redaktorem, uměleckým vedoucím a pozdějším dlouholetým ředitelem Pantonu byl český hudební skladatel Luboš Sluka.
Zhruba do roku 1998 Panton vydával české gramofonové LP a SP desky, a specialitu – desky EP (např. Mini jazz klub – Jazz Half Sextet), v té době vydával i klasická CD. Žánrově se jednalo o hudbu všech stylů (country, folk, trampské písně, jazz, jazz-rock atd.), což přispívalo k rozvoji hudební kultury v Československu. Zisky pocházely především z prodeje děl z oblasti populární hudby a pomáhaly financovat ztrátové vydávání děl soudobých skladatelů vážné hudby. Panton vydával i desky s mluveným slovem, např. nahrávky vzpomínek Jana Wericha Táto povídej (rozhovor s dcerou Janou) či desky autorské dvojice Jiří Grossmann a Miloslav Šimek (Návštěvní dny Šimka a Grossmanna). Vydal i několik knih (např. Knížku (1986) a Další knížku (1991) Jiřího Suchého).
Na konci 90. let došlo za dosud ne zcela objasněných okolností k násilné privatizaci a ukončení činnosti Pantonu a odprodeji jeho značky, kterou nyní vlastní vydavatelství Supraphon (což v té době byla de facto dceřiná společnost vydavatelského koncernu Bonton).